# Esaclorocicloesano
L'esaclorocicloesano (conosciuto erroneamente anche come benzene esaclorato) è il nome di diversi isomeri strutturali del gruppo degli idrocarburi alogenati.

## Caratteristiche
Il composto più famoso appartenente al gruppo dei esaclorocicloesano è il Lindano (γ-esaclorocicloesano), conosciuto soprattutto per le sue proprietà insetticide. I composti esaclorocicloesanici sono divisi in isomeri in base all'orientazione degli atomi di cloro presenti sull'anello e vengono nominati antecedendo lettere greche minuscole. Gli altri isomeri strutturali commercialmente conosciuti sono l'α-esaclorocicloesano , β-esaclorocicloesano e il δ-esaclorocicloesano oltre al ε-esaclorocicloesano. Il η- e θ-isomeri sono stati solo in un prodotto di laboratorio. In passato il Lindano veniva prodotto tramite clorazione del benzene sotto radiazioni UV. Il processo però produceva 5 dei possibili 8 isomeri, quindi anche una grande quantità di prodotti indesiderati quali gli α-,β-, δ- e ε-isomeri. Questi prodotti risultano più tossici, più difficili da degradare e persino meno importanti (in veste di insetticida) della non troppo problematica struttura γ. Solo tale isomero venne per tanto più tardi impiegato come veleno da ingestione e da contatto. Il Lindano venne prodotto per la prima volta nel 1825 da Michael Faraday. Dalla degradazione termica vengono prodotti fosgene e acido cloridrico.
| Esaclorocicloesani                                                           |                                                                      |                                                                      |                                                                      |                                                                      |                                                                      |
| Nome                                                                         | α-esaclorocicloesano                                                 | β-esaclorocicloesano                                                 | γ-esaclorocicloesano                                                 | δ-esaclorocicloesano                                                 | ε-esaclorocicloesano                                                 |
| Formula di struttura                                                         |                                                                      |                                                                      |                                                                      |                                                                      |                                                                      |
| Struttura spaziale (per l'isomero α sono mostrati anche gli atomi d'drogeno) |                                                                      |                                                                      |                                                                      |                                                                      |                                                                      |
| Numero CAS                                                                   | Miscela isomerica 608-73-1                                           | Miscela isomerica 608-73-1                                           | Miscela isomerica 608-73-1                                           | Miscela isomerica 608-73-1                                           | Miscela isomerica 608-73-1                                           |
| Nomero CAS                                                                   | 319-84-6                                                             | 319-85-7                                                             | 58-89-9                                                              | 319-86-8                                                             | 6108-10-7                                                            |
| PubChem                                                                      | 727                                                                  | 727                                                                  | 727                                                                  | 727                                                                  | 727                                                                  |
| Formula bruta                                                                | C6H6Cl6                                                              | C6H6Cl6                                                              | C6H6Cl6                                                              | C6H6Cl6                                                              | C6H6Cl6                                                              |
| Massa molecolare                                                             | 290,83 g·mol−1                                                       | 290,83 g·mol−1                                                       | 290,83 g·mol−1                                                       | 290,83 g·mol−1                                                       | 290,83 g·mol−1                                                       |
| Stato della materia                                                          | solido                                                               | solido                                                               | solido                                                               | solido                                                               | solido                                                               |
| Descrizione breve                                                            | Sostanza solida tra il giallino e il trasparente dall'odore di muffa | Sostanza solida tra il giallino e il trasparente dall'odore di muffa | Sostanza solida tra il giallino e il trasparente dall'odore di muffa | Sostanza solida tra il giallino e il trasparente dall'odore di muffa | Sostanza solida tra il giallino e il trasparente dall'odore di muffa |
| Punto di fusione                                                             | 159-160 °C                                                           | 309 °C                                                               | 113 °C                                                               | 139 °C                                                               |                                                                      |
| Punto di ebollizione                                                         | 288 °C                                                               |                                                                      | 323 °C (Degradazione)                                                |                                                                      |                                                                      |
| Densità                                                                      |                                                                      | 1,89 g/cm3                                                           | 1,85 g/cm3                                                           | 1,55 g/cm3                                                           |                                                                      |
| Solubilità                                                                   | Minimamente solubile in acqua (0,2–8 mg/l)                           | Minimamente solubile in acqua (0,2–8 mg/l)                           | Minimamente solubile in acqua (0,2–8 mg/l)                           | Minimamente solubile in acqua (0,2–8 mg/l)                           | Minimamente solubile in acqua (0,2–8 mg/l)                           |
| Rischio chimico                                                              |                                                                      |                                                                      |                                                                      |                                                                      |                                                                      |
| Frasi R                                                                      | Template:Frase-R                                                     | Template:Frase-R                                                     | Template:Frase-R                                                     | Template:Frase-R                                                     |                                                                      |
| Frasi S                                                                      | Template:Frase-S                                                     | Template:Frase-S                                                     | Template:Frase-S                                                     | Template:Frase-S                                                     |                                                                      |

## Degradazione nell'ambiente

### In aria
L'esaclorocicloesano è degradato nell'atmosfera, quando presente nell'aria, reagendo con radicali idrossilici prodotti fotochimicamente, ma la velocità di reazione non è molto rapida quindi HCH presenta un periodo di vita atmosferica relativamente lungo. Non assorbendo a lunghezze d'onda >290 nm, la sua diretta fotolisi non si ritiene rilevante nell'ambiente.

### In acqua
In acqua la biodegradazione è creduto essere il processo degradativo dominante, anche se idrolisi e fotolisi possono anche accadere.
È stato dimostrato che il γ-esaclorocicloesano è degradato da cianobatteri azotofissatori. Questi batteri riducono l'effetto tossico del γ-HCH seguendo ripetute inoculazioni. La declorinazione del γ-HCH a γ-pentaclorocicloesene è anche stata dimostrata in sospensione acquosa di funghi e colture di alghe.
L'idrolisi non è considerato un importante processo di degradazione per l'esaclorocicloesano a pH neutro, ma in condizioni alcaline il γ-esaclorocicloesano è idrolizzato abbastanza rapidamente. Siccome l'esaclorocicloesano non contiene cromofori che assorbano luce della regione uv (>290 nm), la fotolisi diretta non è possibile.
Può avvenire, invece, una fotolisi indiretta; sostanze come l'acido umico o fulvico sono ben noti agenti fotosensibilizzanti e sono praticamente ubiqui in acqua naturale e possono assorbire luce e trasferire l'energia eccitante all'esaclorocicloesano. Sostanze ossidanti comunemente trovate in acqua naturale, come radicali perossidici, radicali idrossilici o ossigeno singoletto sono in grado di degradare HCH in acqua.
Va ricordato che la degradazione dei diversi isomeri presenta differenti velocità, nell'ordine α > γ > β. Questo perché un numero maggiore di atomi cloro in posizione planare nel cicloesano, stabilizza la struttura, fornendo un minore guadagno energetico per qualsiasi processo degradativo, e non offre punti di attacco favorevoli per iniziare il processo degradativo. Quindi i tempi di degradazione, già ampi per il lindano sono ancora più lunghi per i suoi contaminati e sottoprodotti di produzione α- e β-esaclorocicloesano.

### Nel suolo e nei sedimenti
Il processo biodegradativo è il principale fattore di degradazione del γ-HCH nel suolo o nei sedimenti, anche se l'idrolisi può risultare anche rilevante in suoli alcalini umidi.
È stato riportato che 71 microorganismi su 147 isolati da terra grassa sono capaci di utilizzare soluzioni di γ-HCH come unica sorgente di carbonio . Un batterio della specie delle pseudomonas, anche isolato da suolo pretrattato, è capace di degradare il γ-HCH e l'α-HCH, ma non il β-HCH, in 10–20 giorni in condizioni sia aerobiche che anaerobiche .
Il β-esaclorocicloesano è l'isomero più persistente, con un tempo di dimezzamento di
184 e 100 giorni, rispettivamente su terreno coltivato ed incolto, seguito dal γ-esaclorocicloesano con 107 e 62.1 giorni, l'α-esaclorocicloesano con 54.4 e 56.1 giorni ed infine il δ-esaclorocicloesano con 33.9 e 23.4 giorni. Una ricerca su suolo e vegetazione di un terreno circostante un sito di interramento rifiuti industriali in Germania a 10 anni dopo l'ultimo scarico di esaclorocicloesano, rivelò la presenza di isomero β compresa tra l'80 ed il 100% del totale HCH residuo.
Il processo biodegradativo include la declorinazione idrolitica con la seguente rottura dell'anello cicloesanico ed infine la totale o parziale mineralizzazione. La trasformazione abiotica e processi degradativi del γ-HCH, come degli altri isomeri, nel suolo o nei sedimenti, non si ritengono significativi. Come già discusso, nei processi in acqua, la fotolisi e l'idrolisi non sono considerate importanti vie degradative di tutti gli isomeri dell'esaclorociloesano, nonostante l'eccezione dell'idrolisi in condizioni alcaline.